# Wasp Island (Südgeorgien)
Wasp Island ist eine Insel vor der Nordküste Südgeorgiens. Sie liegt inmitten der Wirik Bay.
Das UK Antarctic Place-Names Committee benannte sie 2009 nach Hubschraubern des Typs Westland Wasp, die im April 1982 während des Falklandkriegs an Bord der Plymouth und der Endurance bei der Rückeroberung Südgeorgiens durch britische Truppen im Einsatz waren.